# Volatile Object
Volatile Object ist ein Musikalbum des Trios Fictional Souvenirs. Die am 29. Januar 2023 live im Londoner Veranstaltungsort Cafe Oto entstandenen Aufnahmen erschienen als Download am 13. September 2024 auf Trost Records.

## Hintergrund
Volatile Object ist das zweite Album des frei improvisierenden Trios Fictional Souvenirs mit Pat Thomas an Piano und der Elektronik, John Butcher am Sopran- und Tenorsaxophon und dem norwegischen Schlagzeuger Ståle Liavik Solberg. Wie das selbstbetitelte Debütalbum des Trios (Astral Spirits/Monofonus Press, 2019) wurde es live aufgenommen, dieses Mal im Londoner Café Oto im Januar 2023. Die beteiligten Musiker kannten sich durch ihre Arbeit in verschiedenen Konstellationen; Thomas und Butcher spielten zuvor im Trio Common Objects (Skullmarks, 2018) und nahmen kurz zuvor Fathom auf (mit dem Bassisten Dominic Lash und Schlagzeuger Steve Noble, 2023). Butcher und Solberg wiederum nahmen als Duo auf (So Beautiful, It Starts To Rain, 2016), später als Trio (mit Barre Phillips und Kaja Draksler) und im Stray-Quartett (Into Darkness, mit John Russell und Lash (2017)). Butcher weiterhin war bei seinem Album Fluid Fixations (2024) Gastgeber von Thomas und Solberg.

## Titelliste
- Fictional Souvenirs: Volatile Object (Trost Records TR 253)[1]

1. Run of Luck 15:11
2. Crimps 4:59
3. Heat of Absorption 24:05
4. Eye Level 4:15

## Rezeption
Dieses Trio stütze sich auf die umfangreiche Erfahrung und die tiefe Verbundenheit dieser Improvisatoren beim gemeinsamen Spielen in verschiedenen Kontexten, schrieb Eyal Hareuveni in Salt Peanuts. Die intime Dynamik würde es diesem Trio ermöglichen, experimentierfreudige und wunderbar unvorhersehbare, aber dennoch organische Texturen zu skizzieren. Die Musik bewege sich nahtlos zwischen poetischer, stecknadelkopfgroßer Feinheit, mit viel Fokus auf Details und tiefem Zuhören, insbesondere bei den ersten beiden Stücken „Run of Luck“ und „Crimps“, bei denen Thomas Klavier spielt, oft als Resonanz-Schlaginstrument, bis hin zur völlig anderen, klangorientierten, rasenden Abstraktion in den letzten beiden Stücken. In diesen, dem epischen, 24-minütigen „Heat of Absorption“ und „Eye Level“, wechsle Thomas zu jenseitig wirkender Elektronik. Er löse den spannungsgeladenen, aber einfallsreichen Einsatz erweiterter Atem- und Schlagtechniken von Butcher und Solberg aus. „Diese radikalen Improvisationen sorgen für kein Sicherheitsnetz, sondern für reine, verwegene und glückselige Kunst des Augenblicks.“